# Raiffeisenbank Straßwalchen
Die Raiffeisenbank Straßwalchen eGen ist eine österreichische Regionalbank mit Sitz in Straßwalchen.

## Geschichte
Die Raiffeisenbank Straßwalchen wurde am 3. November 1895 als zweite Raiffeisenkasse im Bezirk Flachgau gegründet. Gründer war Pfarrer Johann Aigner.
Anfangs war sie durch den Namen Spar- und Darlehenskassenverein Straßwalchen bekannt. Durch eine Umbenennung im Jahre 1950 wurde der Name zur Raiffeisenbank Straßwalchen registrierte Genossenschaft mit unbeschränkter Haftung.
Der erste Sitz des Spar- und Darlehenskassenvereins Straßwalchen war im Pfarrhof in Straßwalchen.
Das Gebäude wurde 1980 umgebaut und erweitert. Die Raiffeisenbank Straßwalchen ist auch heute noch an diesem Platz zu finden.